# 珍字泡
珍字泡是一个位于中国吉林省乾安县的湖泊，面积约为3.2平方千米，平均水深约为0.9米。